# Marián Gáborík
Marián Gáborík (* 14. Februar 1982 in Trenčín, Tschechoslowakei) ist ein ehemaliger slowakischer Eishockeyspieler. Der Flügelstürmer begann seine Karriere beim heimischen HC Dukla Trenčín, bevor er im NHL Entry Draft 2000 von den neu gegründeten Minnesota Wild an dritter Gesamtposition ausgewählt wurde. In Minnesota war er neun Jahre aktiv und hält dort bis heute gültige Franchise-Rekorde. Anschließend lief der Slowake für die New York Rangers, Columbus Blue Jackets, Los Angeles Kings und Ottawa Senators auf, wobei er mit den Kings im Jahre 2014 den Stanley Cup gewann. Seine aktive Karriere musste er verletzungsbedingt frühzeitig beenden. Mit der slowakischen Nationalmannschaft nahm Gáborík an den Olympischen Winterspielen 2006 und 2010 sowie an zahlreichen Weltmeisterschaften teil.

## Karriere
Gáborík begann seine Karriere in seinem Geburtsort beim HC Dukla Trenčín. In der Saison 1995/96 debütierte er im Alter von 14 Jahren in der Junioren-Extraliga für seinen Heimatverein. In der folgenden Spielzeit erzielte er 71 Scorerpunkte in 52 Saisonspielen für sein Juniorenteam und wies mit einem Plus/Minus-Wert von +58 eine hervorragende Statistik auf. In der Saison 1997/98 spielte er zunächst weiter für die Junioren von Dukla, wobei er in 47 Saisonpartien 91 Scorerpunkte erzielte. Diese Leistungen bewogen den Cheftrainer der Profimannschaft, Jaroslav Walter, Gáborík in der Extraliga debütieren zu lassen. In seinem ersten Profispiel erzielte er ein Tor.
Nachdem er in der Saison 1998/99 neun Spiele für die Junioren absolviert hatte, erhielt Gáborík einen Stammplatz im Profikader seines Clubs und erreichte mit diesem das Playoff-Viertelfinale, in dem dieser dem HKm Zvolen mit 0:3-Siegen unterlag. Beim CHL Import Draft 1999 wurde er von den Drakkar de Baie-Comeau in der ersten Runde als insgesamt elfter Spieler gezogen, blieb aber weiter in seiner Heimat. Obwohl er erst 17 Jahre alt war, etablierte sich Gáborík schnell in der Extraliga und war in der folgenden Spielzeit einer der Führungsspieler seines Teams – mit 46 Scorerpunkten aus 50 Spielen der regulären Spielzeit war er hinter Ľubomír Hurtaj zweitbester Scorer von Dukla Trenčín. Aufgrund der gezeigten Leistungen gehörte er vor dem NHL Entry Draft 2000 zu den aussichtsreichsten Kandidaten, in der ersten Runde ausgewählt zu werden. Letztlich wählten ihn die Minnesota Wild an dritter Position aus.

### Minnesota Wild (2000–2009)
Im Juli 2000 erhielt Gáborík einen Rookie-Vertrag über drei Jahre Laufzeit, der ihm jährlich 1,075 Millionen US-Dollar plus Bonuszahlungen einbrachte. Er war damit der bestbezahlte Rookie aller Zeiten in der NHL. Am 6. Oktober 2000 absolvierte der Slowake sein erstes NHL-Spiel in der Begegnung gegen die Mighty Ducks of Anaheim und erzielte das erste Tor für das neu gegründete Franchise der Minnesota Wild. Der 18-jährige Linksschütze wurde damit der jüngste Spieler der NHL-Geschichte, der das erste Tor für ein Expansionsteam der National Hockey League erzielte. Seine Rookiesaison beendete er mit 36 Punkten aus 71 Begegnungen. Zehn Spiele hatte Gáborík verletzungsbedingt verpasst. In seiner zweiten Saison bei den Wild erreichte der Angreifer die Marke von 30 Saisontoren. Am 13. November 2001 gelang ihm sein erster Hattrick im Spiel gegen die Atlanta Thrashers. Im Februar 2002 nahm er als Rookie am NHL YoungStars Game teil, bei dem zwei Auswahlmannschaften der besten Rookies gegeneinander antraten. Bei diesem Spiel war er mit einem Tor und zwei Vorlagen erfolgreich und wurde im Anschluss zum zweitbesten Spieler der Begegnung gewählt. Rund einen Monat später wurde er als erster Spieler der Franchise-Geschichte zum Spieler der Woche der NHL gewählt, nachdem Gáborík sieben Tore in vier Begegnungen erzielt hatte.

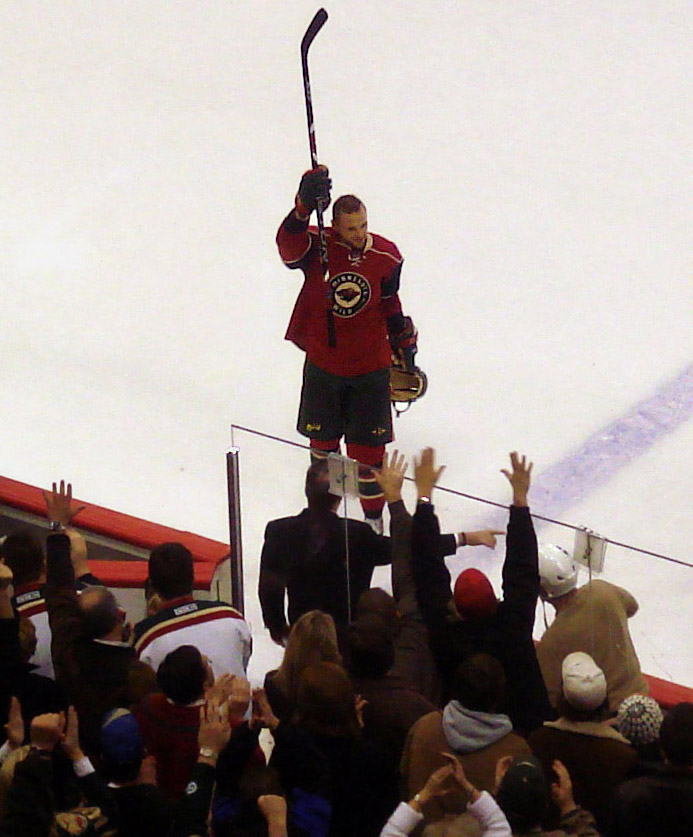
Gáborík grüßt die Fans nach seinem Fünf-Tore-Spiel im Dezember 2007

In der Saison 2002/03 führte Gáborík die Wild durch 30 Tore, davon drei Hattricks, und 35 Assists erstmals in die Playoffs, in denen sie das Finale der Western Conference erreichten. Nach Siegen gegen die Colorado Avalanche und Vancouver Canucks verlor der Slowake mit den Wild in der folgenden Runde in vier Begegnungen gegen die Mighty Ducks of Anaheim. In den Playoffs war er wiederum der erfolgreichste Scorer der Mannschaft und verbuchte 17 Punkte. Im Verlauf der Spielzeit war er auch Teilnehmer am NHL All-Star Game und vertrat die Mannschaft der Western Conference. Im Spiel selbst war der Offensivspieler mit drei Punkten erfolgreich. Zuvor hatte er bei der SuperSkills Competition den Wettbewerb für den schnellsten Schlittschuhläufer gewonnen. Mit Ende der Saison 2002/03 lief sein Vertrag mit den Wild aus und zunächst konnten sich die beiden Parteien nicht auf eine Vertragsverlängerung einigen. Daher begann Gáborík die folgende Spielzeit bei seinem Heimatverein in der slowakischen Extraliga. Erst im Oktober 2003 verlängerte er seinen Kontrakt mit den Minnesota Wild, der auf drei Jahre und über 10 Millionen US-Dollar plus Bonuszahlungen dotiert war.
Die Streiksaison 2004/05 verbrachte er in Europa und spielte dort für seinen Heimatclub Dukla Trenčín und in Schweden beim Färjestad BK. In der Saison 2005/06 stellte Gáborík mit 38 Saisontoren einen Franchise-Rekord auf, den er zwei Jahre später selber überbot. Am 25. November 2005 erzielte er in seinem 300. NHL-Spiel den 100. Treffer. Im Juli 2006 verlängerte er seinen auslaufenden Vertrag mit den Minnesota Wild um drei Jahre. Dieser Kontrakt beinhaltete eine deutliche Gehaltserhöhung und der Angreifer, der bereits zuvor Topverdiener bei den Wild war, erhielt für drei Jahre insgesamt 19 Millionen US-Dollar.
Am 20. Dezember 2007 erzielte Gáborík als erster Spieler seit Mario Lemieux in der Saison 1995/96 fünf Tore in der regulären Spielzeit einer Partie beim 6:3-Sieg der Minnesota Wild über die New York Rangers. Im März 2008 wurde er erstmals für einen Monat zum Mannschaftskapitän ernannt.

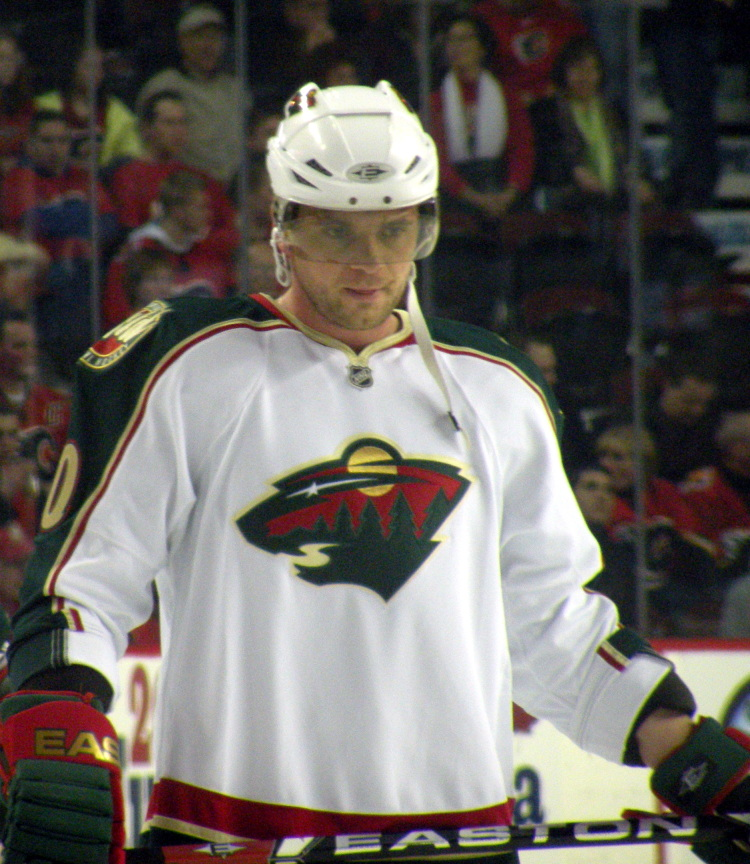
Gáborík im März 2009

Mit Beginn der Saison 2008/09 begannen Vertragsverhandlungen zwischen Gáborík und den Wild, da sein Vertrag im Sommer 2009 auslief. Das Maximalgebot der Wild umfasste einen Zehnjahresvertrag über 80 Millionen US-Dollar. Dieses Angebot lehnte er ab. Im Oktober 2008 verletzte er sich in der Leistengegend und unterzog sich im Januar 2009 eine Hüftoperation. Daher absolvierte er bis Saisonende nur 17 Spiele für die Wild, in denen er 23 Scorerpunkte sammelte.
Da sich die Vertragspartner nicht auf eine Verlängerung einigen konnten, lief sein Vertrag mit dem Ende der Saison aus. Er verließ die Wild nach acht Spielzeiten als Franchise-Rekordtorschütze, Rekordvorlagengeber und Topscorer.

### New York Rangers (2009–2013)
Im Sommer 2009 wurde Gáborík ein sogenannter Unrestricted Free Agent. Am ersten Tag der Wechselperiode, dem 1. Juli 2009, unterschrieb er entgegen allen Pressespekulationen einen Vertrag über fünf Jahre mit den New York Rangers. Insgesamt war dieser Vertrag auf 37,5 Millionen US-Dollar dotiert.
In den ersten zehn Spielen für seinen neuen Club erzielte er zwölf Tore. Im Oktober 2009 erlitt Gáborík eine Knieverletzung, die er sich bei einem Zusammenprall mit Petr Průcha von den Phoenix Coyotes zugezogen hatte. Obwohl sein Club die Playoffs 2010 nicht erreichte, war es insgesamt eine erfolgreiche erste Saison bei den Rangers für Gáborík. Er absolvierte 76 Spiele, in denen er 42 Tore erzielte und insgesamt 86 Scorerpunkte erreichte. Am 9. Januar 2011 erzielte er vier Tore und einen Assist beim 7:0-Sieg der Rangers über die Toronto Maple Leafs.

### Columbus, Los Angeles, Ottawa und Tampa (2013–2021)
Zur Trade Deadline am 3. April 2013 wurde er zu den Columbus Blue Jackets transferiert. Insgesamt absolvierte er aufgrund von mehreren Verletzungen nur 34 Spiele für die Blue Jackets, bevor diese ihn im folgenden Jahr erneut abgaben. Am 5. März 2014 wechselte Gáborík zur Trade Deadline zu den Los Angeles Kings, die dafür Matt Frattin, ein Zweitrunden- und ein Drittrunden-Wahlrecht nach Columbus transferierten. Am Ende der Saison gewann er mit seinem neuen Team den Stanley Cup. Zudem absolvierte der Slowake im Trikot der Kings im Dezember 2017 sein insgesamt 1000. Spiel in der NHL.
Im Februar 2018 gaben ihn die Kings samt Nick Shore an die Ottawa Senators ab und erhielten im Gegenzug Dion Phaneuf und Nate Thompson. Aufgrund eines Bandscheibenvorfalls mit anschließender Operation bestritt er in der Spielzeit 2018/19 kein Pflichtspiel für die Senators, ebenso wie in der folgenden Saison 2019/20. Letztlich bedeutete dies das Ende seiner aktiven Karriere.
Sein Vertrag wurde im Dezember 2020 samt Anders Nilsson an die Tampa Bay Lightning abgegeben, während Ottawa im Gegenzug Cédric Paquette, Braydon Coburn sowie ein Zweitrunden-Wahlrecht im NHL Entry Draft 2022 erhielt. Die Lightning gaben somit genug Gehaltsvolumen frei, um den salary cap einzuhalten. Sein Vertrag in Tampa lief im Sommer 2021 aus.

### International
Marián Gáborík begann früh in seiner Karriere, sein Heimatland international zu vertreten. Bereits als 16-Jähriger spielte er bei der U18-Europameisterschaft 1998. Anschließend nahm er an der U20-Junioren- und U18-Junioren-Weltmeisterschaft 1999 teil, wo er jeweils die Bronzemedaille gewann. Zudem wurde er bei der U18-Weltmeisterschaft als Topscorer und bester Vorlagengeber in das All-Star-Team gewählt und als bester Stürmer ausgezeichnet. In der folgenden Saison nahm er erneut an den U18- und U20-Welttitelkämpfen teil. Dabei war er bei der U18-WM zweitbester Torschütze nach dem Russen Jegor Schastin.
Ab 2001 gehörte Gáborík in unregelmäßigen Abständen dem slowakischen Nationalkader bei Herren-Weltmeisterschaften an, wobei er keine Medaille gewinnen konnte. Bei der Weltmeisterschaft 2007 war er mit fünf Toren und sechs Assists Topscorer seiner Mannschaft und wurde am Turnierende als bester Spieler seines Teams ausgezeichnet. Zudem nahm er mit der Nationalmannschaft an den Olympischen Winterspielen 2006 und 2010 teil, wo diese den fünften und vierten Platz belegte. Zuvor hatte er mit den Slowaken bereits am World Cup of Hockey 2004 teilgenommen.
Außerdem vertrat er das Team Europa beim World Cup of Hockey 2016 und belegte dort mit der Mannschaft den zweiten Platz.

## Erfolge und Auszeichnungen
| - 2002 NHL YoungStars Game - 2003 NHL All-Star Game - 2008 NHL All-Star Game - 2012 NHL All-Star Game | - 2012 Most Valuable Player des NHL All-Star Game - 2012 NHL Second All-Star Team - 2014 Stanley-Cup-Gewinn mit den Los Angeles Kings |

### International
| - 1999 Bronzemedaille bei der U20-Junioren-Weltmeisterschaft - 1999 Bronzemedaille bei der U18-Junioren-Weltmeisterschaft - 1999 Topscorer der U18-Junioren-Weltmeisterschaft - 1999 Bester Vorlagengeber der U18-Junioren-Weltmeisterschaft | - 1999 Bester Stürmer der U18-Junioren-Weltmeisterschaft - 1999 All-Star-Team der U18-Junioren-Weltmeisterschaft - 2016 Platz 2 beim World Cup of Hockey |

## Karrierestatistik

### International

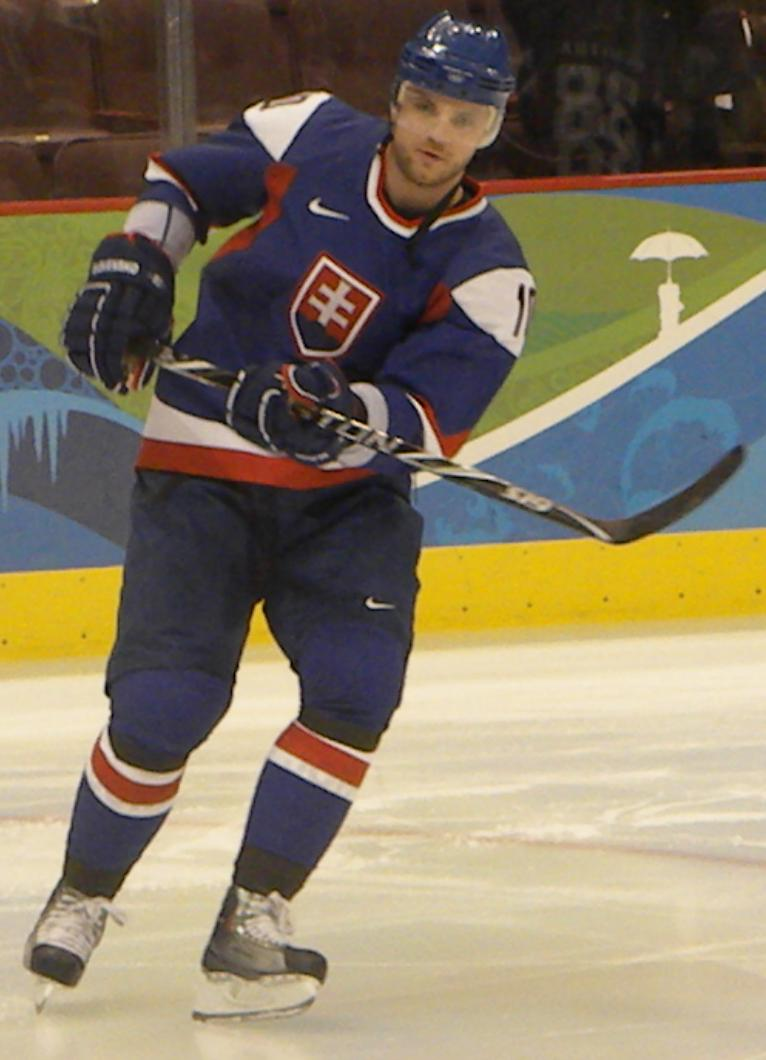
Gáborík im Trikot der slowakischen Nationalmannschaft

| Vertrat Slowakei bei: - U18-Junioren-Europameisterschaft 1998 - U20-Junioren-Weltmeisterschaft 1999 - U18-Junioren-Weltmeisterschaft 1999 - U20-Junioren-Weltmeisterschaft 2000 - U18-Junioren-Weltmeisterschaft 2000 - Weltmeisterschaft 2001 - Weltmeisterschaft 2004 | - World Cup of Hockey 2004 - Weltmeisterschaft 2005 - Olympischen Winterspielen 2006 - Weltmeisterschaft 2007 - Olympischen Winterspielen 2010 - Weltmeisterschaft 2011 - Weltmeisterschaft 2015 | Vertrat Team Europa bei: - World Cup of Hockey 2016 |

(Legende zur Spielerstatistik: Sp oder GP = absolvierte Spiele; T oder G = erzielte Tore; V oder A = erzielte Assists; Pkt oder Pts = erzielte Scorerpunkte; SM oder PIM = erhaltene Strafminuten; +/− = Plus/Minus-Bilanz; PP = erzielte Überzahltore; SH = erzielte Unterzahltore; GW = erzielte Siegtore; 1 Play-downs/Relegation; Kursiv: Statistik nicht vollständig)